# Bodleian Library

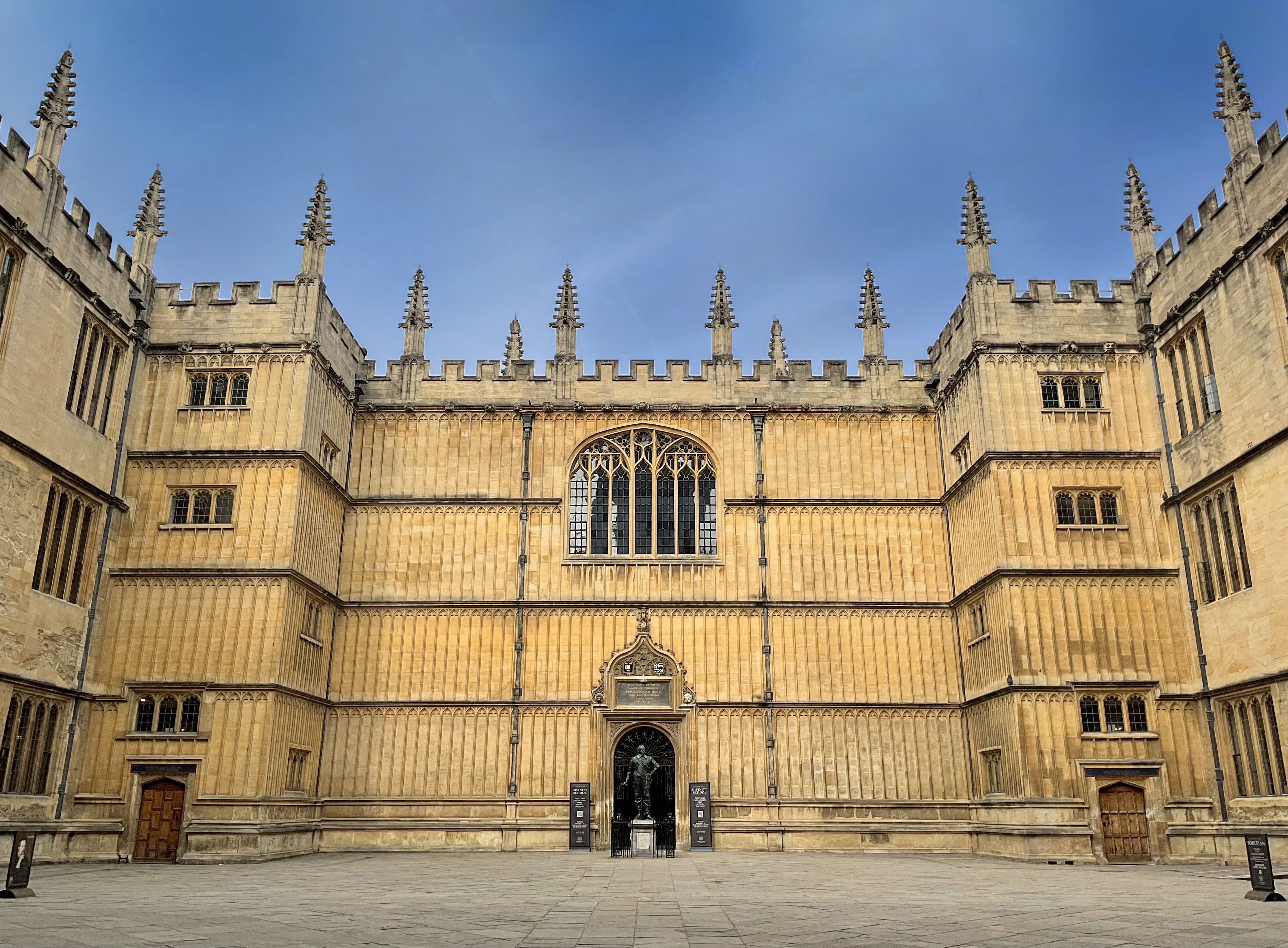
Bodleian Library

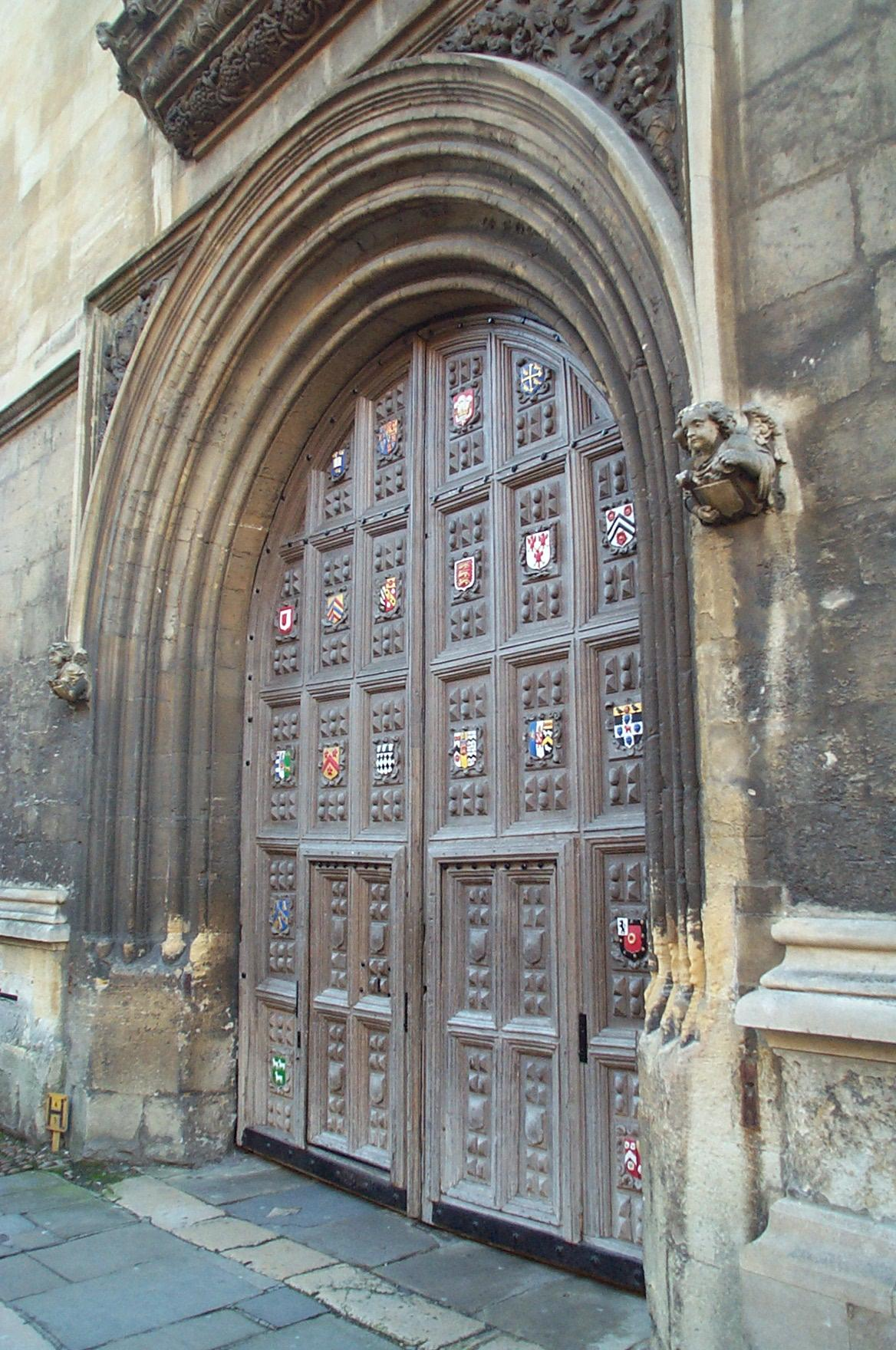
Eingang der Bibliothek, mit den Wappen verschiedener Oxford-Colleges

Die Bodleian Library (Bodleiana) ist die Hauptbibliothek der Universität Oxford. Sie zählt zu den sechs Pflichtexemplarbibliotheken im Vereinigten Königreich, bei denen nach den Regeln des Legal deposit jedes im Land gedruckte Werk hinterlegt werden muss. Die Bibliothek liegt in unmittelbarer Nähe des Sheldonian Theatre und des Clarendon Building.
Die Bibliothek umfasst zurzeit rund 9 Millionen Einheiten auf 176 Regalkilometern, davon mehr als 6,5 Millionen Bände. Damit ist sie die zweitgrößte Bibliothek des Landes. 2500 Leser finden in ihr gleichzeitig einen Leseplatz.
Nach der Umbenennung der Oxford University Library Services am 2. März 2010 in Bodleian Libraries umfasst das Oxforder universitäre Bibliothekssystem über 100 Teilbibliotheken, von denen die Bodleian Library für 25 Bibliotheken zuständig ist.
Seit 2014 ist Richard Ovenden Bibliotheksleiter als Bodley’s Librarian.
2019 wurde die Bodleian Library von rund 761.000 Personen besucht.

## Geschichte
Die Bodleian Library (offiziell Bodley's Library, lateinisch „Bibliotheca Bodleiana“ oder kürzer „Bodleiana“, intern auch „the Bod“ genannt) wurde 1602 mit einer Sammlung von 2000 Büchern eröffnet. Thomas Bodley vom Merton College hatte die Bücher gesammelt, um die Bibliothek zu ersetzen, die der Divinity School von Humphrey, Duke of Gloucester, einem Bruder König Heinrichs V. gestiftet worden war. Diese war im 16. Jahrhundert zerstreut worden.
Erster Bibliothekar wurde Thomas James, die Bibliotheksleiter tragen den Titel Bodley’s Librarian. Ihr Katalog aus dem Jahr 1605 ist der älteste gedruckte Bibliothekskatalog in England und wurde von James zusammengestellt, er war sachlich geordnet und wurde 1620 von James durch einen alphabetisch geordneten Katalogband ersetzt.

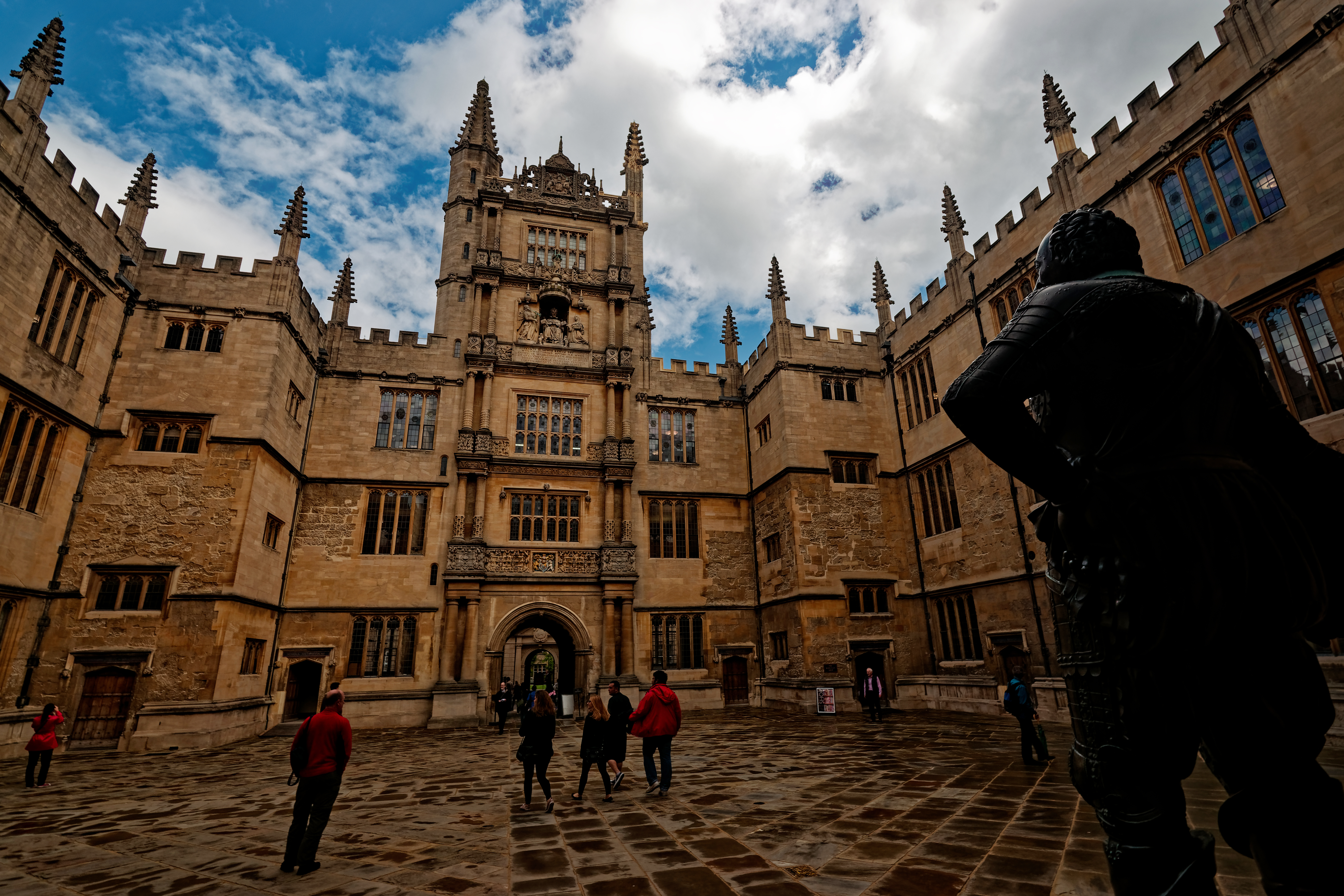
Das «Old Schools Quadrangle»

1610 vereinbarte Bodley mit der Stationers’ Company in London, dass ein Exemplar jedes registrierten Buches der Bibliothek gegeben werden soll. Die Sammlung wuchs so schnell, dass die erste Erweiterung des Bibliotheksgebäudes 1610–1612 erforderlich wurde, eine weitere 1634–1637. Als John Selden starb, hinterließ er seine große Sammlung von Büchern und Manuskripten der Bodleian. Die Bibliothek wurde maßgeblich durch die Straßburger Buchhandlung Treuttel & Würtz beliefert.
Aus dieser Frühzeit stammt auch noch die bis heute gültige Regelung, nach der Studenten beeiden müssen, kein Feuer in der Bibliothek zu legen. Erst dann dürfen sie die Bod nutzen.
1911 wurde die Vereinbarung mit Stationers durch den Copyright Act fortgeführt. Die Bodleian wurde eine der Bibliotheken im Vereinigten Königreich, die ein Recht auf ein Exemplar jedes Buches unter Urheberrecht (Copyright) haben (siehe: Pflichtexemplar). Anders als die British Library muss die Bodleian ebenso wie die Universitätsbibliothek Cambridge, die National Library of Scotland (Schottische Nationalbibliothek), die Bibliothek des Trinity College, Dublin, und die National Library of Wales (Walisische Nationalbibliothek) die Werke von den Verlagen anfordern.
Zwei Geschosse mit Büchern wurden 1913 neben der Radcliffe Camera und dem Radcliffe Square eröffnet. Ein neues großes Gebäude inklusive Lesesaal, das New Bodleian Building, wurde in den 1930er Jahren gebaut. Ein Tunnel unter der Broad Street verbindet die alte mit der neuen Bibliothek. Den Fußweg entlang läuft für die Bücher die Rohrpost, System Lamson.

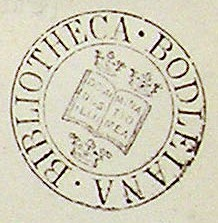
Bibliotheksstempel in einem Buch von 1830

## Struktur
Heute gehören zur Bodleian mehrere Bibliotheksmagazine außerhalb der Hauptgebäude sowie neun weitere Bibliotheken in der Stadt:
- die Bodleian Japanese Library
- die Bodleian Law Library
- die Hooke Library
- die Indian Institute Library
- die Oriental Institute Library
- die Philosophy Library
- die Radcliffe Science Library
- die Bodleian Library of Commonwealth and African Studies im Rhodes House
- die Vere Harmsworth Library

## Digitale Zukunft
Die Bodleian Library ist am Projekt der Oxford Digital Library (ODL) beteiligt. Die ODL wurde eingerichtet, um die technische Infrastruktur für einen Online-Zugang zu den Sammlungen der Bibliotheken aufzubauen. Die Bodleian Library bietet Unterstützung bei der Einrichtung der „JournalServer“ Open-Access Digital Library an und stellt Ressourcen auf den „Oxford Digital Library Servers“ bereit. Die Oxford Digital Library startete im Juli 2001 und verfügt über eine große Sammlung digitaler Archive.

## Die Bodleian Library in der Popkultur
Die Bodleian Library im Film: Die Architektur der Bibliothek machte sie zu einem bevorzugten Drehort von Filmemachern. Sie erscheint in The Madness of King George (1994) und den beiden ersten Harry-Potter-Filmen, in denen die Divinity School die Rolle des Hogwarts-Hospitals und die Duke Humphrey’s Library die Rolle der Hogwarts-Bibliothek spielt. 2025 war die Library in der Romanverfilmung My Oxford Year zu sehen.
In Ben Aaronovitchs Peter-Grant-Reihe fungiert die Bodleian Library als semi-offizielle Magiebibliothek Großbritanniens.